# Nemes alma

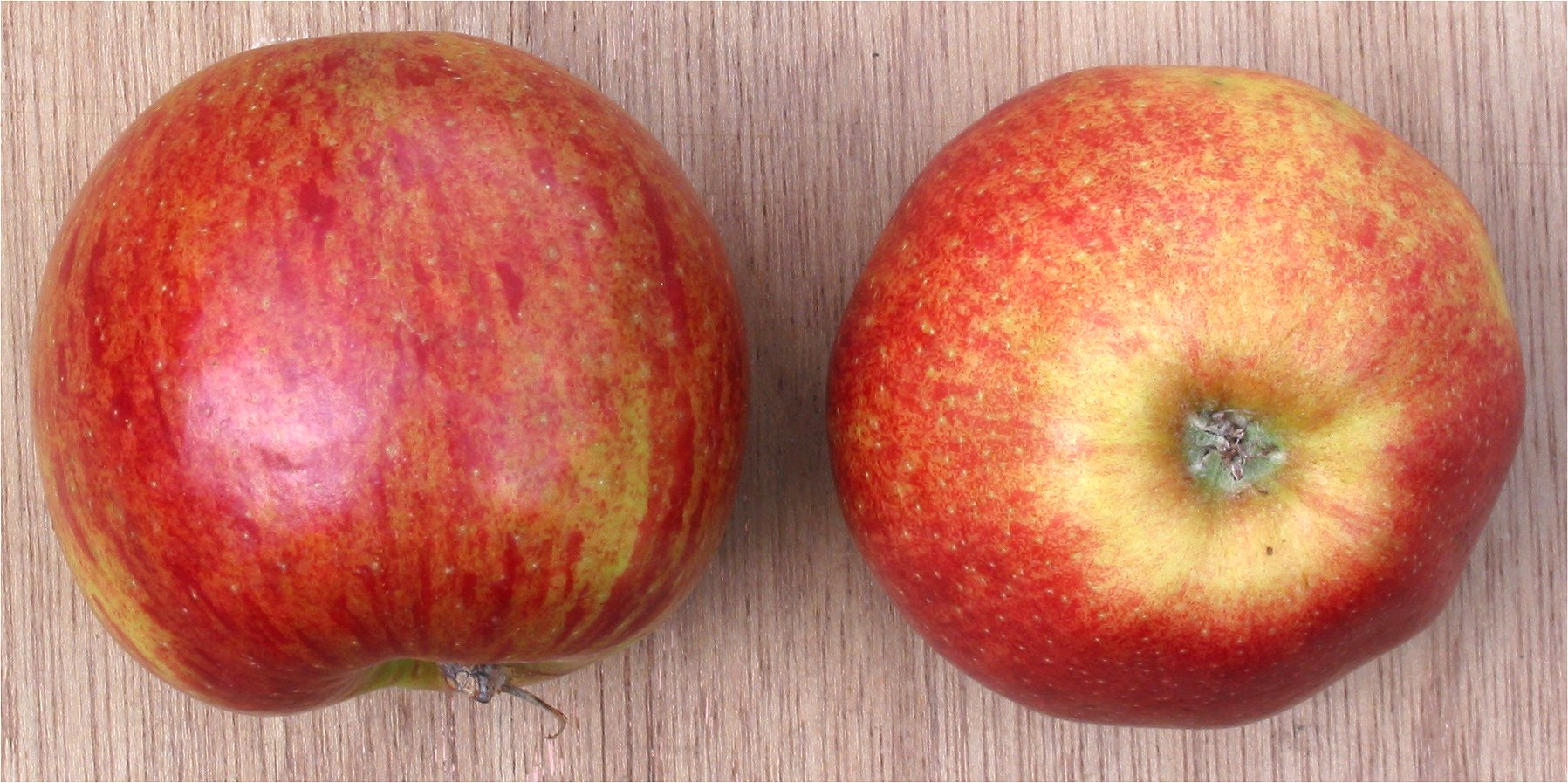
Érett Jonagold almák

A nemes alma vagy házi alma (Malus domestica) a rózsavirágúak (Rosales) rendjébe és a rózsafélék (Rosaceae) családjába tartozó faj. Fontos a népélelmezésben betöltött szerepe, már a rómaiak korában is 29 almafajtát tartottak számon és előszeretettel fogyasztják világszerte azóta is.  

## Felhasználása

### Termés
Termése világszerte közkedvelt gyümölcs, frissen fogyasztható. Nyersen, kockákra vágva ideális salátákba, főzve gyümölcslevesekhez, kompótnak, de téli tárolásra befőttnek, lekvárnak is alkalmas. Használható szószok készítéséhez és süteményekben is ízletes. Jellegzetes sütemény az almáspite, aminek a töltelékét fahéjjal fűszerezett almareszelék adja. Pépesítve, akár több más gyümölccsel kombinálva kiváló bébiétel. Kipréselt leve a legtöbb gyümölcslé egyik legfőbb alkotóeleme, kissé fanyar, savanykás ízével ezekben mind dominál. Alkalmas gyümölcsbor és pálinka készítésére is. Vékony, lapos szeletekre vágva, majd kiszárítva almachips (aszalvány) készíthető belőle, ami még szárazon is savanykás.

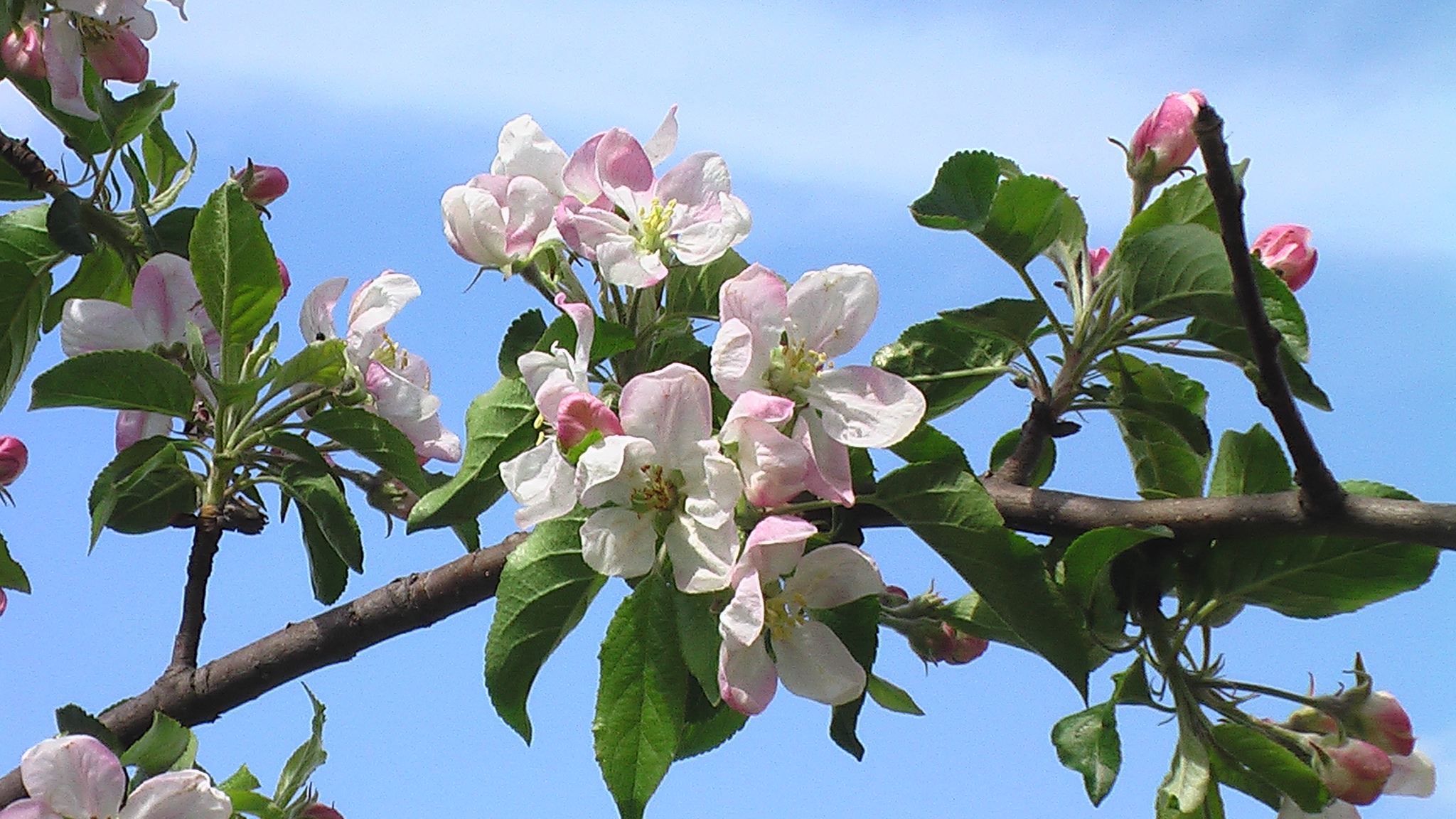
A virágzó almafa

Már a rómaiak korában is 29 almafajtát tartottak számon, előszeretettel fogyasztották és bort is készítettek belőle.

#### Tápértéke
| Energia 52 kcal 218 kJ |         |
| Szénhidrátok | 13.81 g |
| - Cukrok 10.39 g |         |
| - Étkezési rostok 2.4 g |         |
| Zsír | 0.17 g  |
| Fehérje | 0.26 g  |
| Víz | 85.5 g  |
| C-vitamin 4.6 mg | 6%      |
| A százalékos értékek az amerikai felnőttek számára javasolt napi mennyiségre (RDA) vonatkoznak. Forrás: USDA tápanyag adatbázis |         |

- B-vitamin-tartalom: 100 μg/100 g
- almasavtartalom: 0,4–1 g/100 g

Tartalmaz kalciumot, foszfort, vasat, magnéziumot, nátriumot, káliumot, nyomelemeket, valamint A-vitamint, B-komplex vitaminokat, és némi C-vitamint is, ami a héjban található meg a legnagyobb mennyiségben. A B-vitaminok nagyon jó hatással vannak az emésztésre, mivel serkentik, elősegítik a táplálék felszívódását.

#### Gyógyhatása
Habár C-vitamin tartalma jóval csekélyebb, mint például a narancsé vagy a citromé, mégis a benne lévő ásványoknak köszönhetően nagyon jó hatása van az emésztőrendszerre.
Fontos hatóanyaga még a pektin, ami vízben oldva kocsonyás zselét alkot, valamint a héj cellulóz része, amelynek béltisztító hatása van.
Alacsony vércukor esetén is hatékony, fogyasztása pótolja az ilyenkor szükséges glükózt.

### Virág
Az almafa virágai is fogyaszthatók; a gyümölcsös édességek kiegészítőiként díszítésre. Esetenként cianid előanyagokat tartalmazhatnak, ezért egyszerre csak keveset együnk belőlük.

## Termesztése

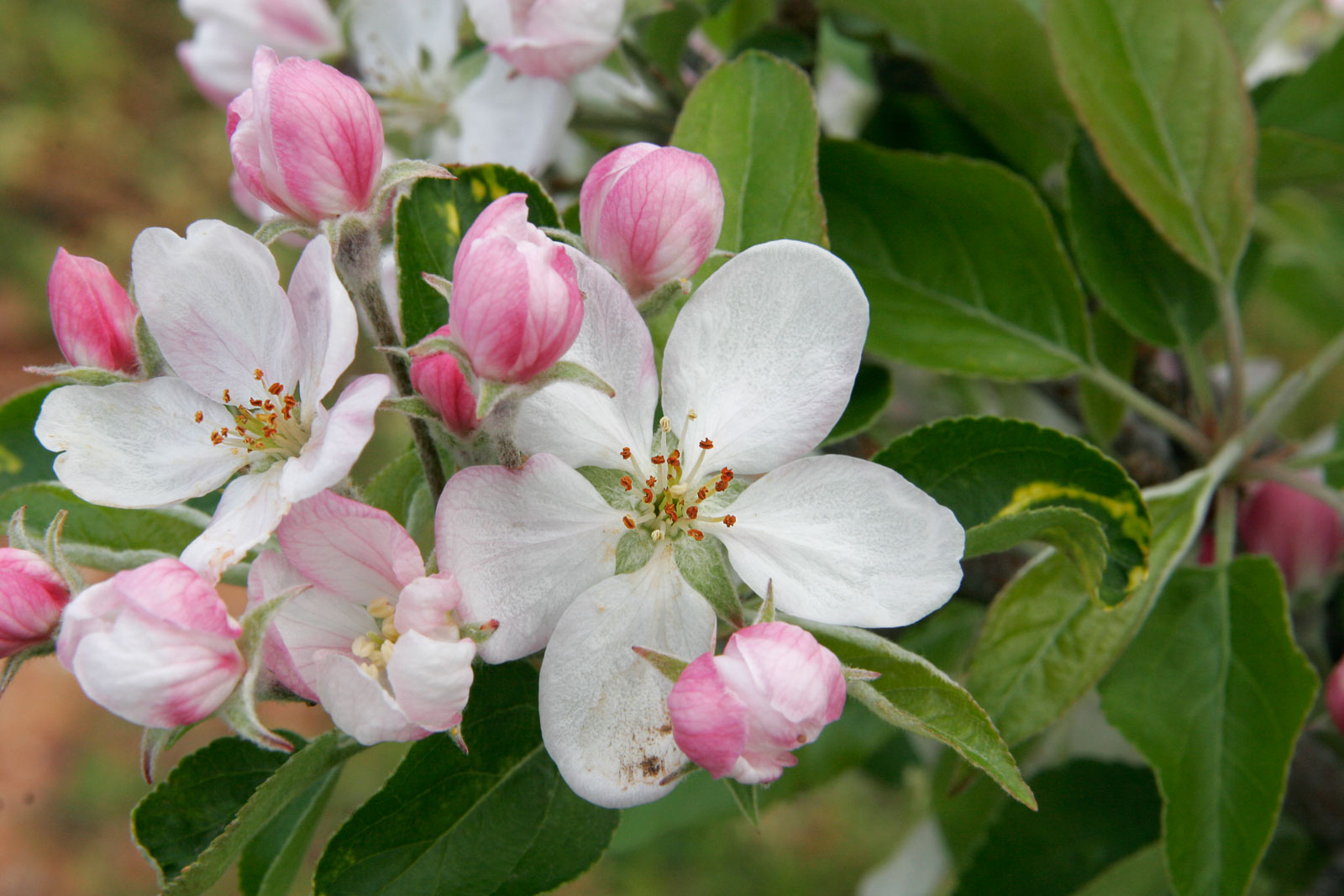
Almafa virága

2022-ben az almát 95 országban termesztették, és az éves termés mennyisége meghaladta a 96 millió tonnát.
A világ legnagyobb alma termelői közé tartozik Kína (49,4%), Törökország (5%), USA (4,6%), Lengyelország (4,4%) és India (2,7%). Ezek az országok a 2022-es termelésük alapján az első öt helyen álltak. 2022-ben Kína egyedül az éves termés majd a felét (49,4%) adta a világ alma termelésének. Magyarország 350 ezer tonnát termelt 2022-ben, ezzel a világ 34. legnagyobb almatermelője volt. 

### Hőmérsékletigénye
- Általában: 15–33 °C – a kiegyenlített klímát kedveli
- Évi középhőmérséklet: 9–10 °C
- Vegetációs időben: 18–19 °C
  - −20 °C alatt fagykár

### Csapadékigénye
600–800 mm, ebből 350–550 mm a tenyészidőszakban.

## Fajtái

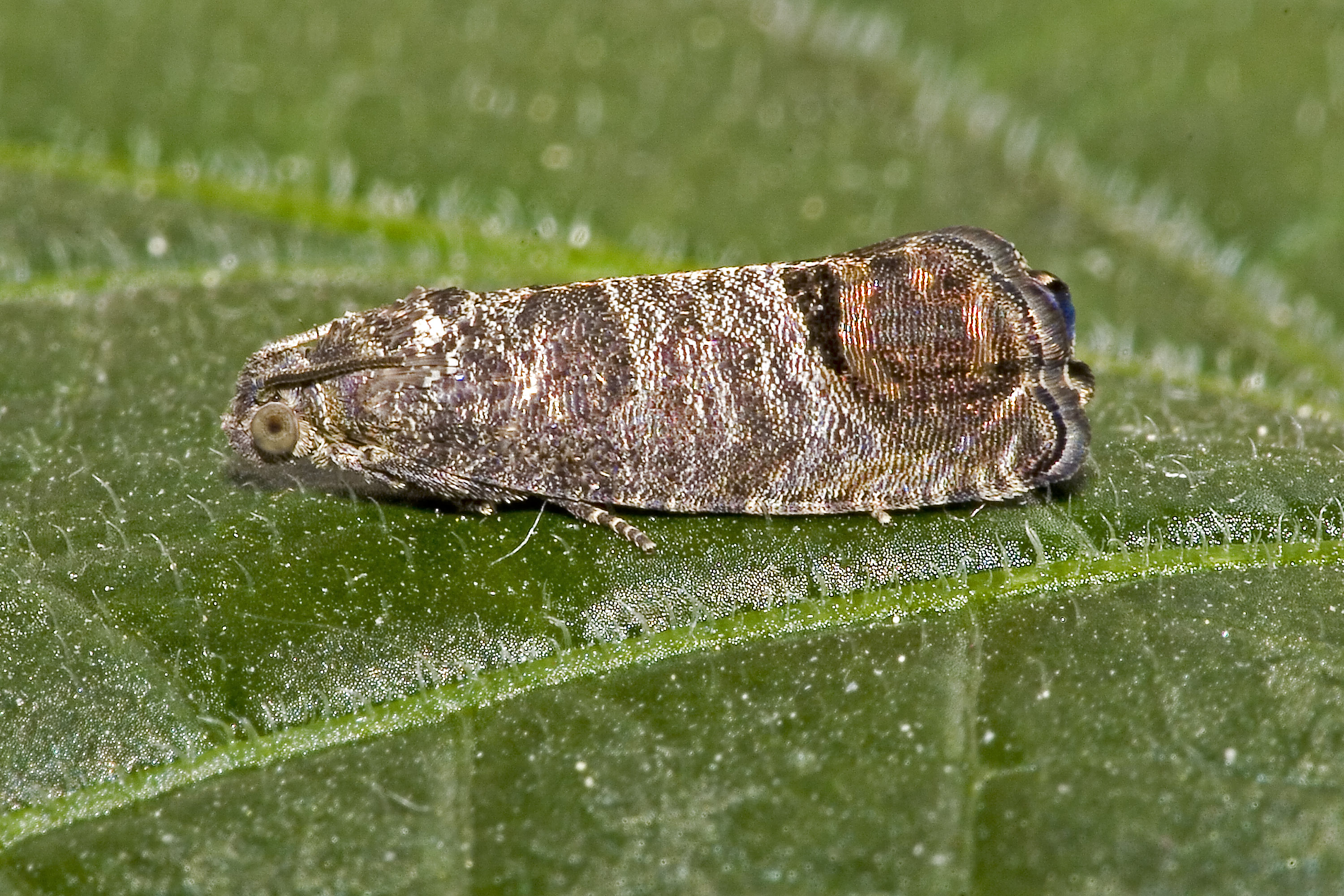
Almamoly

| Fajta neve                         | Érési idő                | Nagyság   | Szín                                                  | Íz                               |
| ---------------------------------- | ------------------------ | --------- | ----------------------------------------------------- | -------------------------------- |
| Artemisz                           | szeptember első fele     | 160–200 g | barnáspiros, enyhén hamvas, fehér lenticellákkal      | savas, enyhe parfümös aromával   |
| Batul                              | október eleje            | 100–120 g | zöldessárga, napos oldalon piruló                     | üdén savanykás                   |
| Braeburn                           | október második fele     | 110–160 g | téglapiros, napos oldalon csíkozott                   | kellemes, harmonikus             |
| Cordelia                           | október eleje-közepe     | 240–280 g | világospiros                                          | enyhén savas, ananászos zamattal |
| Elstar                             | szeptember eleje         | 160–240 g | sárgás, narancsvörös                                  | savas-édes, erős aroma           |
| Éva                                | július 4. hete           | 100–120 g | mélypiros, néha csíkozott                             | ízletes, édes-savas              |
| Florina                            | október eleje            | 130–140 g | piros, fehér paraszemölcsökkel                        | édes, illatos                    |
| Gala                               | augusztus elejétől       | 150–170 g | változatos                                            | édes                             |
| Gibson Golden Delicious (Smoothee) | szeptember vége          | 140–170 g | aranysárga, kevésbé perzselődik                       | édes-savas                       |
| Gloster                            | szeptember vége          | 160–200 g | matt, sötétvörös                                      | enyhén savas, kellemes aroma     |
| Golden delicious                   | szeptember vége          | 130–140 g | zöldessárga, aranysárga                               | zamatos, édes                    |
| Golden Reinders                    | szeptember vége          | 140–180 g | zöldessárga, éretten sárga                            | enyhén édes                      |
| Granny Smith                       | október vége             | 170–200 g | zöld                                                  | mérsékelten savanykás            |
| Hesztia                            | augusztus vége           | 200–240 g | piros, hamvas felületű                                | édes-savas, aromás               |
| Húsvéti rozmaring                  | október eleje            | 120–130 g | zöldessárga                                           | enyhén savanykás                 |
| Idared                             | október eleje            | 160–240 g | fényes, élénkpiros                                    | enyhén savas                     |
| Jerseymac                          | augusztus eleje          | 120–150 g | piros                                                 | fűszeres                         |
| Jonathan                           | szeptember első fele     | 120–150 g | sárga alapszín, piros fedőszín                        | harmonikus, zamatos              |
| Jonagold                           | szeptember 3. hete       | 140–200 g | világos, élénkpiros                                   | savanykás-édes, fűszeres         |
| Julyred                            | július 3-4. hete         | 140–150 g | élénkvörös, enyhén csíkozott                          | édes, kellemesen savas           |
| Karneol                            | szeptember vége          | 200–230 g | piros                                                 | édes, kellemesen zamatos         |
| London Pepin                       | október második fele     | 160–200 g | sárgászöld, napos oldalán piros                       | savanykás, fűszeres              |
| Mutsu                              | október eleje            | 180–250 g | zöld-sárgászöld                                       | savas-édes, kellemesen fűszeres  |
| Naményi piros                      | szeptember közepe - vége | 120–130 g | pirossal fedett sárga alapszín                        | harmonikus, zamatos              |
| Nyári fontos                       | augusztus                | 240 g     | halványsárga, napos oldalon halványpirossal csíkozott | rétesalma, savanyú               |
| Redchief Delicious (Campbell)      | szeptember vége          | 130–170 g | mélyvörös, viaszos                                    | édes, zamatos                    |
| Red Rome Van Well                  | október eleje            | 150–200 g | élénkpiros                                            | enyhén savanykás, zamatos        |
| Rodonit                            | szeptember eleje-közepe  | 150–180 g | világospiros és narancspiros                          | édes-savas, enyhén aromás        |
| Rosmerta                           | szeptember második fele  | 140–160 g | sötétpiros, enyhén hamvas                             | édes-savas                       |
| Starking NM47                      | szeptember vége          | 220–260 g | sötétbordó, piros                                     | édeskés, illatos                 |
| Summered                           | augusztus                | 170–180 g | élénkpiros, fehéres paraszemölcsökkel                 | savas                            |
| Téli aranyparmen                   | augusztus végétől        | 110–130 g | narancssárga, napos oldalon piros                     | édes-savas, illatos              |
| Téli banánalma                     | szeptember vége          | 170–180 g | sárga, napos oldalán kárminpiros                      | édes, savassága idővel enyhül    |
| Téli fehér kálvil                  | szeptember eleje         | 140–150 g | sárgászöld                                            | borízű, illatos                  |
| Vista Bella                        | július eleje             | 140–170 g | liláspiros, erősen hamvas                             | édes-savanyú                     |
| Wellspur Delicious                 | szeptember vége          | 210–240 g | sötétpiros                                            | édes, zamatos                    |

## Kártevői, kórokozói
- Alma ecsetágúsága (Nem fertőző betegség)
- Alma héjbarnulása (Nem fertőző betegség)
- Alma húsbarnulása (Nem fertőző betegség)
- Alma keserű-foltosság (Nem fertőző betegség)
- Alma lenticella foltosság (Nem fertőző betegség)
- Alma sárgulása (Nem fertőző betegség)
- Alma taplófoltossága (Nem fertőző betegség)

- Agrobaktériumos gyökérgolyva (Agrobacterium tumefaciens)
- Alma erviniás elhalása (Erwinia amylovara) tűzelhalás
- Almafa-lisztharmat (Podosphaera leucotricha) Gombabetegség
- Alma nektriás rákja (Nectria galligena)
- Alma varasodása (Venturia inequalis)
- Almamozaik-vírus (Apple mosaic virus, Apple mosaic ilarvirus)
- Alma áglaposodás (Apple flat limbvírus)
- Alma apró gyümölcsösség (Apple chat fruit vírus)
- Alma csíkos mozaik (Apple line mosaic virus)
- Alma csillagos gyümölcsrepedezettség (Apple star cracking vírus)
- Alma facidellás rákja (Phacidiella discolor) Gombabetegség
- Alma fapuhulás (Apple rubbery wood phytoplasma)(Fitoplazmás betegség)
- Alma gyümölcshéj parásodás (Apple rough skin vírus)
- Alma gyűrűs foltosság (Apple ring spot vírus)
- Alma kéreghasadás (Bark split vírus)
- Alma rozettásodás (Apple rosette vírus)
- Almafa seprűsödés (Candidatus Phytoplasma mali) (Fitoplazmás betegség)
- Alma törpegyümölcsűség (Apple dwarf fruit vírus)
- Alma ventúriás varasodása (Venturia inaequalis) Gombabetegség
- Alma vírusos klorózis (Apple chlorotic leaf spot trichovirus)
- Alma vírusos söprűsödése (Apple witches broom vírus)
- Alma zöld-gyűrűs foltosság (Apple green crinkle vírus)
- Alma zöld foltosság (Apple green mottle vírus)
- Alma zöld gyűrűs foltosság (Apple false string vírus)
- Monília (Monilia fructigena) Gombabetegség
- Vírusos törpeszártagúság (Apple rosette virus)

- Almailonca (Adoxophyes reticulana)
- Almalevél-aknázómoly (Lithocolletis corylifoliella)
- Almamoly (Cydia pomonella - Laspeyresia pomonella
- Almamagmoly (Grapholita lobarzewskii)
- Almalevél aknázómoly Phyllonorichter blancardella
- Almalevél sátorosmoly Phyllonorichter corylifoliella
- Almalevél törpemoly Nepticula malella
- Almatermésűek levélatkája (Phyllocoptes schlechtendali)
- Araszolók (Operoptera brumata, Erannis spp.)
- Bimbólikasztó bogár (Anthonomus pomorum)
- Cserebogarak (Melolonthidae) fajok
- Galagonya takácsatka (Tetranychus viennensis)
- Kaliforniai pajzstetű (Quadraspidiotus perniciosus)
- Kagylós pajzstetű (Lepidosaphes ulmi)
- Közönséges takácsatka (Tetranychus urticae)
- Levélbarkók (Phyllobius sp.)
- Levélpirosító alma-levéltetű (Dysaphis devecta)
- Lombos fa fehér moly (Leucoptera scitella)
- Piros gyümölcsfa takácsatka (Panonychus ulmi)
- Poloskaszagú almadarázs
- Sodrómolyok
- Szürke almalevéltetű (Disaphis plantaginea)
- Üvegszárnyú almafalepke (Synanthedon myopaeformis)
- Teknős pajzstetű (Parthenolecanium corni)
- Takácsatkák (Tetranychus sp.)
- Vértetű (Eriosoma lanigerum)
- Zöld almalevéltetű (Aphis pomi)